# Tumsar
Tumsar è una città dell'India di 42.018 abitanti, situata nel distretto di Bhandara, nello stato federato del Maharashtra. In base al numero di abitanti la città rientra nella classe III (da 20.000 a 49.999 persone).

## Geografia fisica
La città è situata a 21° 22' 60 N e 79° 43' 60 E e ha un'altitudine di 271 m s.l.m..

## Società

### Evoluzione demografica
Al censimento del 2001 la popolazione di Tumsar assommava a 42.018 persone, delle quali 21.247 maschi e 20.771 femmine. I bambini di età inferiore o uguale ai sei anni assommavano a 4.684, dei quali 2.478 maschi e 2.206 femmine. Infine, coloro che erano in grado di saper almeno leggere e scrivere erano 33.204, dei quali 18.099 maschi e 15.105 femmine.